# Goniopygus
Goniopygus is een geslacht van uitgestorven zee-egels uit de familie Acropeltidae.

## Soorten
- Goniopygus ameri Lambert, 1931 †
- Goniopygus atavus Nisiyama, 1950 †
- Goniopygus bolaensis Jones, 1938 †
- Goniopygus coutini Lambert, 1931 †
- Goniopygus cubanus Sánchez Roig, 1952 †
- Goniopygus jeanneti Sánchez Roig, 1949 †
- Goniopygus lamberti Kühn, 1925 †
- Goniopygus lemoinei Lambert, 1933 †
- Goniopygus madrugensis Sánchez Roig, 1949 †
- Goniopygus royoi Lambert, 1928 †
- Goniopygus sanchezi Lambert, 1931 †
- Goniopygus stocktonensis Smiser, 1936 †
- Goniopygus supremus Hawkins, 1924 †